# Fomboni FC
El Fomboni FC es un equipo de fútbol de Comoros que milita en la Primera División de las Comoras, la liga de fútbol más importante del país.

## Historia
Fue fundado en marzo del año 1985 en la ciudad de Fomboni tras la fusión de los equipos locales Molaïli FC y  Kaza Sport, pero fue hasta la temporada 2006 que consiguieron su primer título importante luego de ganar la Liga Regional de Mwali, el primero de 7 títulos regionales con los que cuenta actualmente. En el año 2005 se fusionaron con el Rafal Club.
Como consecuencia de ello, han participado en la triangular nacional en 7 ocasiones, donde en la temporada 2001/02 consiguieron su primer título nacional.
A nivel internacional han participado en 3 torneos continentales, el primero de ellos la Liga de Campeones de la CAF 2015, en el que fueron eliminados en la ronda preliminar por el Bullets FC de Malaui.

## Palmarés
- Primera División de las Comoras: 3

2001/02, 2014, 2019
- Liga Regional de Mwali: 7

2006, 2007, 2008, 2011, 2012, 2014, 2019
- Copa de las Comoras: 1

2015

## Participación en competiciones de la CAF
| Temporada | Torneo                       | Ronda      | Club                | Casa | Visita | Global  |
| --------- | ---------------------------- | ---------- | ------------------- | ---- | ------ | ------- |
| 2015      | Liga de Campeones de la CAF  | Preliminar | Bullets FC          | 0-1  | 2-2    | 2-3     |
| 2016      | Copa Confederación de la CAF | Preliminar | Atlético Olympic FC | 1-0  | 0-2    | 1-2     |
| 2019/20   | Liga de Campeones de la CAF  | Preliminar | Côte d'Or FC        | 2-2  | 1-1    | 3-3 (a) |